# Кришка Ребер
Кришка Ребер (словен. Kriška Reber) — поселення в общині Требнє, регіон Південно-Східна Словенія, Словенія.